# Stenoxenus lanei
Stenoxenus lanei är en tvåvingeart som beskrevs av Wirth och Ratanaworabhan 1972. Stenoxenus lanei ingår i släktet Stenoxenus och familjen svidknott.
Artens utbredningsområde är Panama. Inga underarter finns listade i Catalogue of Life.